# Andrea Schütze

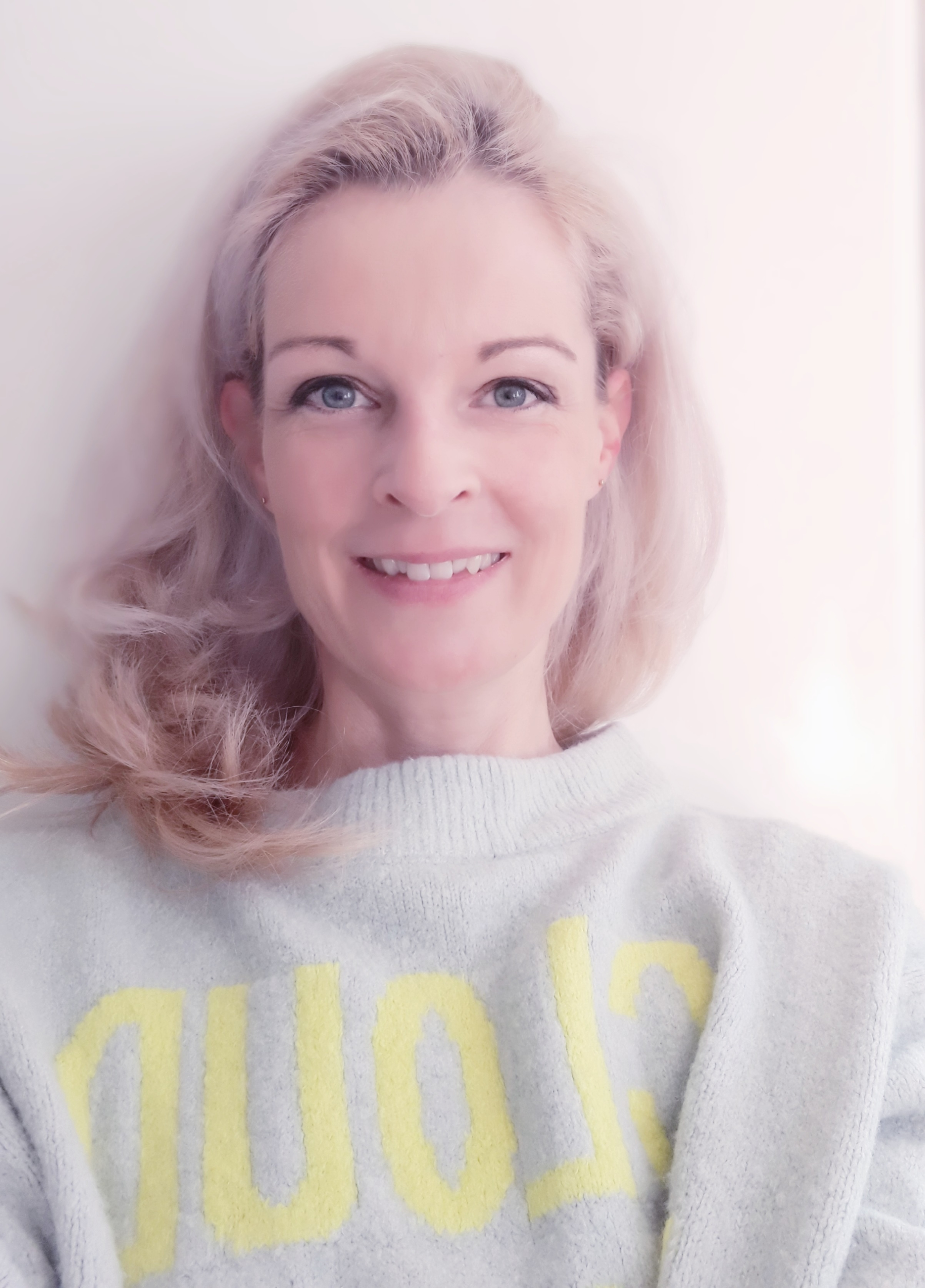
Andrea Schütze, 2021

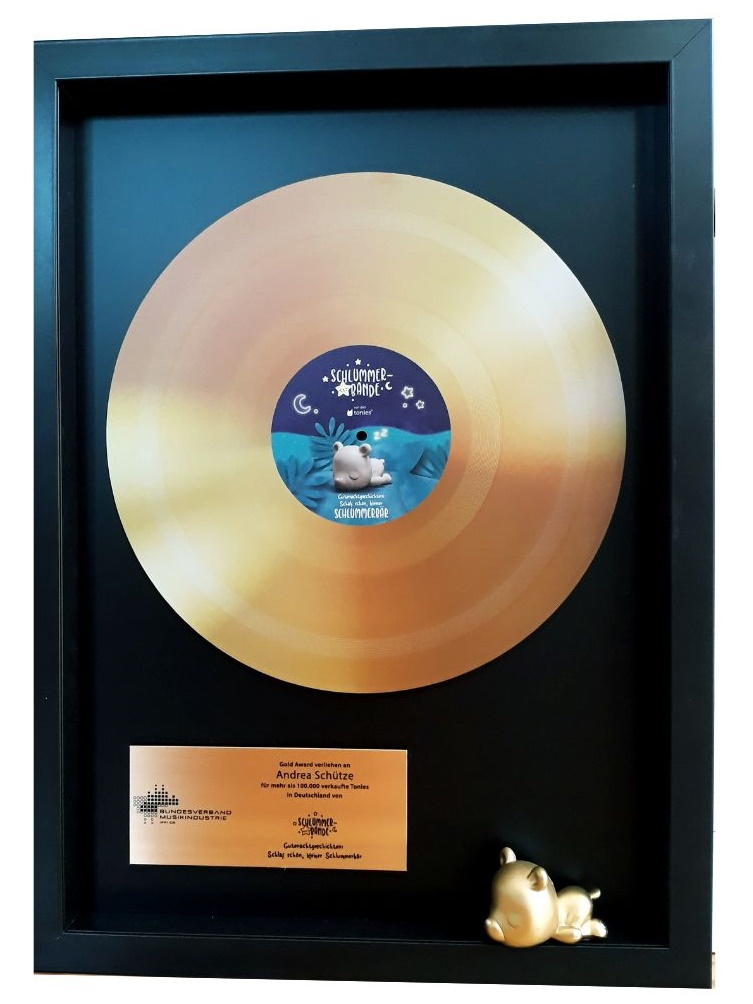
Goldene Schallplatte, 2024

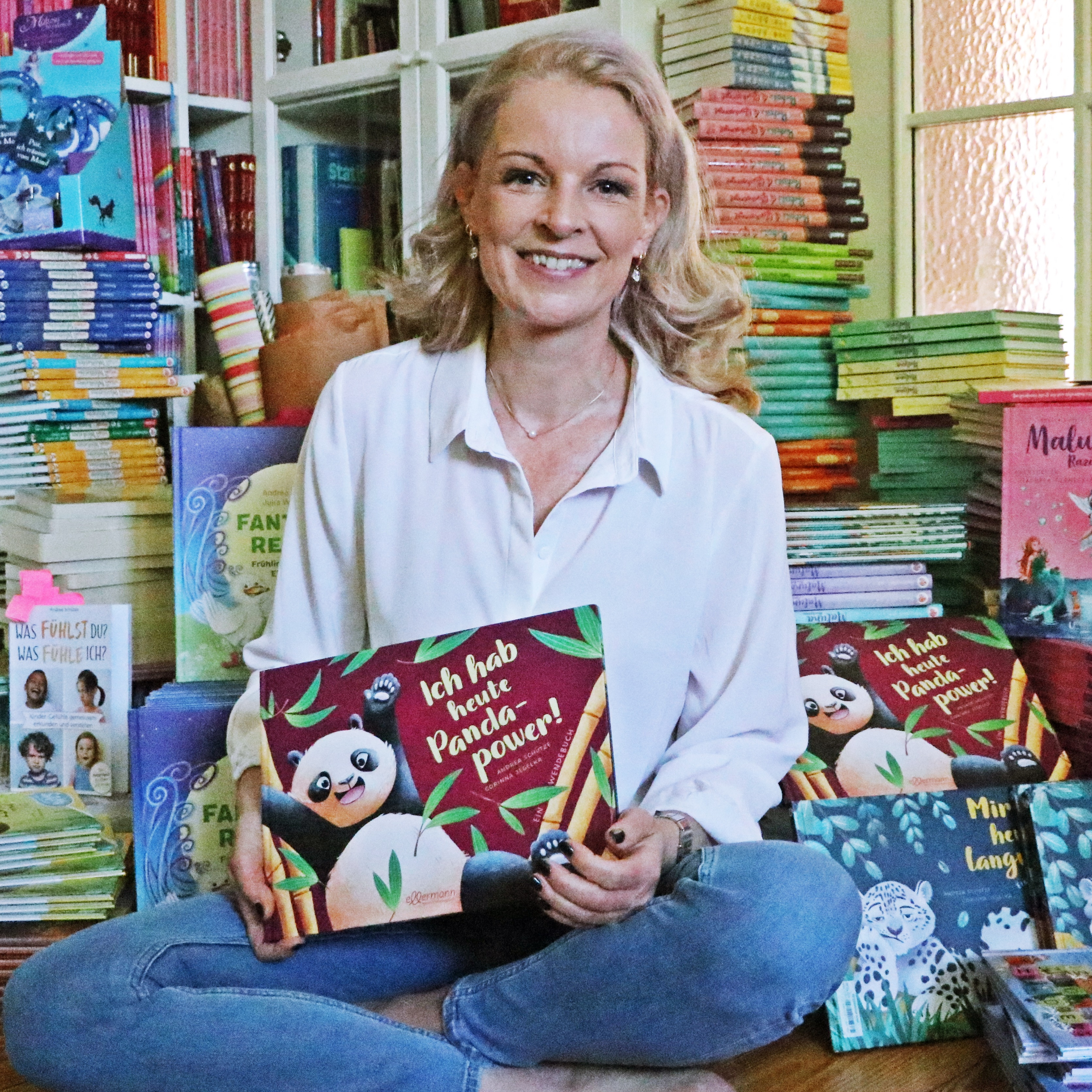
Acher-Rench-Zeitung, 2023

Andrea Schütze (* 30. Dezember 1970 in Villingen) ist eine deutsche Psychologin, Hörspiel- und Kinderbuchautorin.

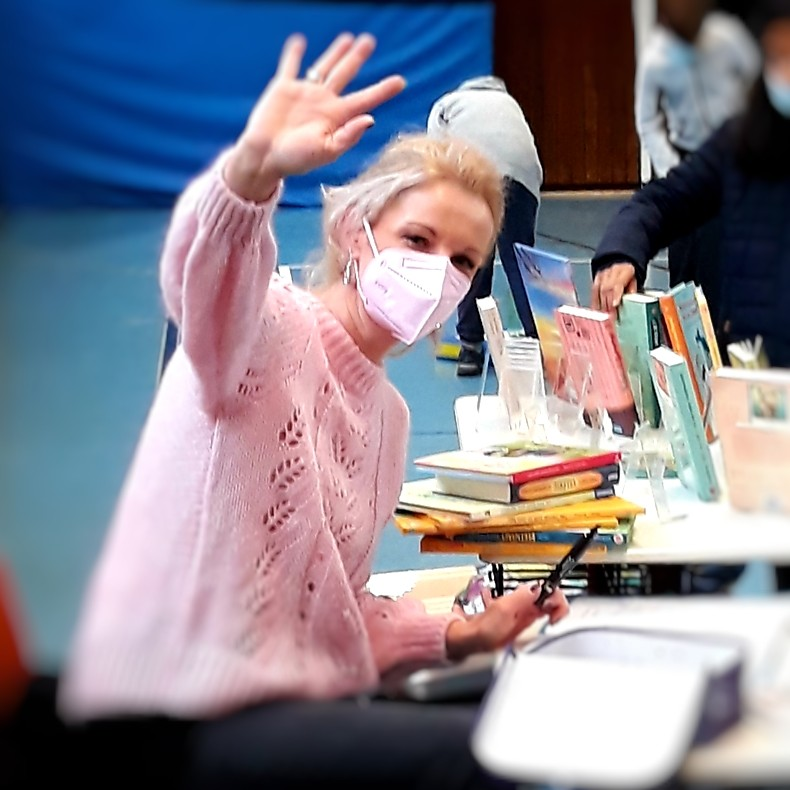
Lesung Fredericks-Tag, 2021

## Leben

### Familie
Andrea Schütze wurde 1970 in Villingen-Schwenningen geboren und hat einen Bruder. Sie wuchs in Murnau, Aichach und Oberkirch auf. In Oberkirch besuchte sie das Hans-Furler-Gymnasium. Sie lebt und arbeitet in Oberkirch und hat zwei Töchter.

### Werdegang
Nach dem Abitur absolvierte sie eine Ausbildung zur Damenschneiderin bei Burda Moden in Offenburg, die sie mit der Gesellenprüfung, Modeschaffendes Handwerk, Innung Ortenau abschloss. Anschließend studierte sie an der Albert-Ludwigs-Universität Freiburg im Breisgau Psychologie und schloss das Studium mit dem Diplom ab. Während des Studiums arbeitete sie ehrenamtlich bei der Nummer-gegen-Kummer und absolvierte eine Ausbildung zur Klientenzentrierten Gesprächsführung. Nach dem Studium baute sie eine der ersten psychologischen online Beratungsseiten mit Telefoncoaching auf und betrieb diese über zehn Jahre. Sie arbeitete als Dozentin und in der Seminarleitung bei IBW-Institut für berufliche Weiterbildung, Lörrach und war als Fachautorin, Lektorin und Studienbetreuerin beim IAPP-Institut für angewandte Psychologie und Psychosomatik, Düsseldorf tätig. Weiterhin war sie in der Gutachtenerstellung, als freie Redakteurin und als Kursleiterin für Autogenes Training tätig, bevor sie mit dem Schreiben begann.

### Schreiben
Schütze hat über hundert Kinderbücher veröffentlicht, von denen zahlreiche in mehrere Sprachen übersetzt worden sind. Einige ihrer Bücher gibt es auch als Hörbücher und auf CD. Tante Rotz und Teile der Greta-Reihe wurden von der Schauspielerin Annette Frier eingesprochen, die Maluna Mondschein-Reihe von der Schauspielerin Cathlen Gawlich und Graf Koriander von dem Autor Martin Baltscheit. Andrea Schütze schreibt für verschiedene Kinderbuchverlage und hält Lesungen in Schulen, vornehmlich rund um die Fredericks-Wochen. Sie ist beim Friedrich-Bödecker-Kreis, fbk-bw, Leseförderung und Literaturvermittlung gelistet. Ihre Bücher sind ebenfalls beim Antolin-Leseförderprogramm zu finden.

### Auszeichnungen
- 2019: Shortlist des Manfred-Mai Preises[1] mit dem Buch 'Agentur Pechpilz & Glücksvogel'.
- 2021: Förderung durch Stipendien für Künstler durch das Ministerium für Wissenschaft, Forschung und Kunst des Landes Baden-Württemberg.
- 2022: Förderung durch ein Stipendienprogramm der VG Wort im Rahmen von Neustart Kultur.
- 2024: Goldene Schallplatte im Kids-Award[2] für die Tonies Produktion Gutenachtgeschichten – Schlaf schön, kleiner Schlummerbär[3]'.
- 2025: Die Irmgard-Clausen-Stiftung[4] stiftet drei Lesereisen an Kitas mit dem 'Gütesiegel Buchkita'[5].
- 2025: Shortlist des Vielfalter-Literaturpreises[6] in der Kategorie 'Unveröffentlichtes Manuskript'[7].

### Ehrenamt
- 'Oberkircher Lesepaten' – Leseförderung in Zusammenarbeit mit dem Deutschen Kinderschutzbund. Das Tandemlesen bildet einen offiziellen Bestandteil des Schulkonzepts der Johann-Wölfflin-Grundschule. Schütze betreut dort mehrere Lesepatenkinder.

## Werk

### Bilderbücher
- Alfa Andersfee. Kaufmann, 2021, ISBN 978-3-7806-6424-2
- Das größte Glück der Welt. Ravensburger, 2019, ISBN 978-3-473-44715-2
- Der größte Schatz der Welt. Ravensburger, 2016, ISBN 978-3-473-44674-2
- Der größte Schatz der Welt. Ravensburger, 2019, ISBN 978-3-473-43826-6
- Der kleine Engel Knisterpolter. Ellermann, 2016, ISBN 978-3-7707-5730-5
- Die fabelhafte Reise zu den ABC-Inseln. Langenscheidt, 2012, ISBN 978-3-468-21002-0
- Die geheimnisvolle Weihnachtsbotschaft - Ein Poster-Adventskalender zum Vorlesen und Ausschneiden. Kaufmann, 2014, ISBN 978-3-780-60880-2
- Du schnarchst! Annette Betz, 2020, ISBN 978-3-219-11825-4
- Ein Hamster im Weihnachtsglück. Ravensburger, 2024, ISBN 978-3-473-41923-4
- Frau Schnecke sucht ein neues Haus. Langenscheidt, 2013, ISBN 978-3-468-21015-0
- Frau Stinktier braucht ein neues Parfum. Langenscheidt, 2014, ISBN 978-3-468-21016-7
- Flocke, das Weihnachtspony. Kaufmann, 2022, ISBN 978-3-7806-6456-3
- Flocke, das Weihnachtspony. Die magische Waldweihnacht. Kaufmann, 2024, ISBN 978-3-7806-6525-6
- Flocke, das Weihnachtspony. Der geheimnisvolle Wunschzettel. Kaufmann, 2025, ISBN 978-3-7806-6560-7
- Ganz schön wackelig. Velber, 2014, ISBN 978-3-8411-0181-5
- Geheimnisvolle Weihnachtspost - Adventskalender mit Poster. Kaufmann, 2025, ISBN 978-3-780-61839-9
- Ich bleib immer bei dir. Ellermann, 2013, ISBN 978-3-7707-5723-7
- Ich bleib immer bei dir. Kampenwand, 2023, ISBN 978-3-98660-101-0
- Ich mag dich wie du bist. Ravensburger, 2020, ISBN 978-3-473-44726-8
- Ich trau mich! Ich trau mich nicht! Ellermann, 2022, ISBN 978-3-7514-0053-4
- Ich hab heute Pandapower! Mir ist heute langweilig! Ellermann, 2022, ISBN 978-3-7514-0074-9
- Im zauberhaften ABC-Zug zum Zungenbrecherfelsen. Langenscheidt, 2013, ISBN 978-3-468-21005-1
- Lenni und Lu werden Freunde. Sauerländer, 2023, ISBN 978-3-7373-5967-2
- Lenni und Lu sagen gute Nacht. Sauerländer, 2023, ISBN 978-3-7373-5972-6
- Lenni und Lu freuen sich auf den Schnee. Sauerländer, 2023, ISBN 978-3-7373-7253-4
- Lieber Schutzengel sei bei mir. Kaufmann, 2020, ISBN 978-3-7806-6367-2
- Maluna Mondschein und das Feengeschenk. Ellermann, 2014, ISBN 978-3-7707-4019-2
- Maluna Mondschein und die kleine Lichterfee. Ellermann, 2017, ISBN 978-3-7707-2926-5
- Maluna Mondschein. Du schaffst das kleine Luftfee. Ellermann, 2019, ISBN 978-3-7707-0162-9
- Maluna Mondschein. Nur Mut kleiner Drache. Ellermann, 2019, ISBN 978-3-7707-0161-2
- Maluna Mondschein. Trau dich kleiner Steintänzer. Ellermann, 2019, ISBN 978-3-7707-0163-6
- Maluna Mondschein. Wir retten die Zauberwaldschule. Ellermann, 2019, ISBN 978-3-7707-0164-3
- Mima Meermädchen. Kaufmann, 2020, ISBN 978-3-7806-6401-3
- Suri das magische Zauberpony im Elfenland. Kaufmann, 2017, ISBN 978-3-7806-6277-4
- Suri das magische Zauberpony im Feenreich. Kaufmann, 2016, ISBN 978-3-7806-6262-0
- Suri das magische Zauberpony und das Geburtstagsabenteuer. Kaufmann, 2018, ISBN 978-3-7806-6309-2
- Suri das magische Zauberpony. Kaufmann, 2015, ISBN 978-3-7806-2973-9
- Suri das magische Zauberpony. Alle Abenteuer in einem Band, Kaufmann, 2023, ISBN 978-3-7806-6491-4
- Vertragen find ich gut! Heute gibt es Streit! Ellermann, 2023, ISBN 978-3-7514-0089-3
- Wer zuerst gähnt, hat verloren  – Eine Einschlafgeschichte mit einem sympathischen Papa-Sohn-Duo. Annette Betz, 2024, ISBN 978-3-219-12008-0

### Kinder- und Vorlesebücher
- Agentur Pechpilz & Glücksvogel. Planet!, 2019, ISBN 978-3-522-50591-8
- Applaus für Greta. Dressler, 2014, ISBN 978-3-7915-1939-5
- Bahn frei für Greta. Dressler, 2014, ISBN 978-3-7915-1942-5
- Bella und Olli – Ein fast perfekter Kaninchentraum. Planet!, 2017, ISBN 978-3-522-50539-0
- Das magische Zaubertandem. Dressler, 2015, ISBN 978-3-7915-1950-0
- Das magische Zaubertandem. Jojo und Juna auf Himmelstour. Dressler, 2016, ISBN 978-3-7915-0002-7
- Der kleine Laden der Tiere. Ueberreuter, 2020, ISBN 978-3-7641-5166-9
- Die fabelhafte Rosalie – Wünsche wohnen auf dem Dach. Ueberreuter, 2021, ISBN 978-3-7641-5180-5
- Die Glückskleebande – Kleiner Hund in Not. Esslinger, 2019, ISBN 978-3-480-23529-2
- Die sieben goldenen Briefe. Ellermann, 2019, ISBN 978-3-7707-0165-0
- Die Waldmeisterinnen – Einmal Glück für alle. Boje, 2020, ISBN 978-3-414-82575-9
- Die Waldmeisterinnen. Boje, 2019, ISBN 978-3-414-82549-0
- Die wilden Waldhelden. Alle zusammen, keiner allein. Ellermann, 2020, ISBN 978-3-7707-0228-2
- Die wilden Waldhelden. Du schaffst das Leo! Ellermann, 2021, ISBN 978-3-7514-0000-8
- Die wilden Waldhelden. Helfer gegen Heimweh. Ellermann, 2020, ISBN 978-3-7707-0221-3
- Die wilden Waldhelden. Kaninchen in Not. Ellermann, 2020, ISBN 978-3-7707-0227-5
- Die wilden Waldhelden. Kommt, wir suchen einen Schatz. Ellermann, 2021, ISBN 978-3-7514-0001-5
- Die wilden Waldhelden. Wir gehören zusammen! Ellermann, 2022, ISBN 978-3-7514-0047-3
- Die wilden Waldhelden. Kuscheltier vermisst. Ellermann, 2022, ISBN 978-3-7514-0071-8
- Die wilden Waldhelden. Band 1 & 2 im Doppelband. Ellermann, 2023, ISBN 978-3-7514-0085-5
- Die wilden Waldhelden. Kommt, wir feiern ein Fest!. Ellermann, 2023, ISBN 978-3-7514-0109-8
- Emma und Emilio – Ein fast perfektes Katzenglück. Planet!, 2015, ISBN 978-3-522-50476-8
- Eins, zwei, drei, woher kommt das Osterei? Ellermann, 2023, ISBN 978-3-7514-0104-3
- Frau Zimpernickels Weihnachtsregeln. Dressler, 2012, ISBN 978-3-7915-1927-2
- Frau Zimpernickels Weihnachtsregeln. Kampenwand, 2024, ISBN 978-3-98660-1-980
- Ganz klar Greta. Dressler, 2013, ISBN 978-3-7915-1933-3
- Graf Koriander bleibt kleben. Ueberreuter, 2013, ISBN 978-3-7641-5005-1
- Graf Koriander lernt fliegen. Ueberreuter, 2014, ISBN 978-3-7641-5029-7
- Graf Koriander macht blau. Ueberreuter, 2015, ISBN 978-3-7641-5053-2
- Hier kommt Greta. Dressler, 2013, ISBN 978-3-7915-1930-2
- Hopsi Hoppsa wird Osterhase. Ellermann, 2018, ISBN 978-3-7707-0019-6
- Janne und Ida – Eine fast perfekte Ponyüberraschung. Planet!, 2016, ISBN 978-3-522-50502-4
- Lieber Baltus Dunkelpracht, erzähl mir etwas von der Nacht. Karibu, 2023, ISBN 978-3-96129-349-0
- Maluna Mondschein. Der Zauberwald feiert. Ellermann, 2017, ISBN 978-3-7707-2909-8
- Maluna Mondschein. Die kleine Gutenacht-Fee. Ellermann, 2014, ISBN 978-3-7707-4020-8
- Maluna Mondschein. Die kleine Gutenacht-Fee. Ellermann, 2014, ISBN 978-3-7514-0015-2
- Maluna Mondschein. Ein magischer Schultag. Ellermann, 2018, ISBN 978-3-7707-2927-2
- Maluna Mondschein. Ein magischer Schultag. Ellermann, 2018, ISBN 978-3-7514-0017-6
- Maluna Mondschein. Feen halten zusammen. Ellermann, 2015, ISBN 978-3-7707-4025-3
- Maluna Mondschein. Feenabenteuer im Zauberwald. Ellermann, 2016, ISBN 978-3-7707-4026-0
- Maluna Mondschein. Geheimnisvolle Geheimnisgeschichten. Ellermann, 2020, ISBN 978-3-7707-0235-0
- Maluna Mondschein. Geschichten aus dem Zauberwald. Ellermann, 2014, ISBN 978-3-7707-4022-2
- Maluna Mondschein. Geschichtenzeit im Zauberwald. Ellermann, 2018, ISBN 978-3-7707-0116-2
- Maluna Mondschein. Magische Mondgeschichten. Ellermann, 2016, ISBN 978-3-7707-2908-1
- Maluna Mondschein. Weihnachtswirbel im Zauberwald. Ellermann, 2015, ISBN 978-3-7707-4027-7
- Maluna Mondschein. Zauberhafte Gutenacht-Geschichten. Ellermann, 2014, ISBN 978-3-7707-4024-6
- Mia und Lino – Ein perfektes Hundewunder. Planet!, 2015, ISBN 978-3-522-50448-5
- Mit Feenstaub und Fantasie durch Abenteuer und Magie. Ellermann, 2023, ISBN 978-3-7514-0105-0
- Molli Minipony. Eine Schultüte voller Haferkekse. Ueberreuter, 2017, ISBN 978-3-7641-5095-2
- Molli Minipony. Großes Glück auf kleinen Hufen. Ueberreuter, 2017, ISBN 978-3-7641-5094-5
- Molli Minipony. Kleiner Sprung für große Wunder. Ueberreuter, 2017, ISBN 978-3-7641-5126-3
- Molli Minipony. Verliebt bis in die Hufspitzen. Ueberreuter, 2018, ISBN 978-3-7641-5143-0
- Nelly und Klex – Zauberhaft mit Drachenkraft. Planet!, 2018, ISBN 978-3-522-50544-4
- Oceana, die Wasserträumerin von Venedig. Planet!, 2024, ISBN 978-3-522-50809-4
- Tante Rotz greift ein. Boje, 2019, ISBN 978-3-414-82533-9
- Tante Rotz legt los. Boje, 2018, ISBN 978-3-414-82519-3
- Tessa und Vicky im Pferdeglück. Kaufmann, 2019, ISBN 978-3-7806-6359-7
- Tessa und Vicky. Ein Pony kommt selten allein. Kaufmann, 2020, ISBN 978-3-7806-6388-7
- Valérie, die Meisterdiebin von Paris. Planet!, 2021, ISBN 978-3-522-50691-5
- Valérie, die Meisterdiebin von Paris. Carlsen, 2023, ISBN 978-3-551-32070-4
- Vincent Wölfchen. Abenteuer im Mittendrinwald. Karibu, 2024, ISBN 978-3-96129-272-1
- Wer ist Miss X? Ueberreuter, 2021, ISBN 978-3-7641-7106-3

### Kindersachbücher
- Mein Regentage-Vorlesebuch. Geschichten, Gedichte und noch viel mehr. Ellermann, 2020, ISBN 978-3-7707-0230-5
- Warum klappern wir mit den Zähnen? Ellermann, 2014, ISBN 978-3-7707-4018-5
- Warum tanzen wir vor Glück und kochen vor Wut? Ellermann, 2017, ISBN 978-3-7707-4030-7
- Wozu sind eigentlich Gefühle da? Ellermann, 2024, ISBN 978-3-7514-0126-5

### Beiträge in Geschichtenbüchern und Anthologien
- Advent, Advent, der Christbaum brennt. Eden, 2016, ISBN 978-3-95910-086-1
- Auf ins Abenteuer. Ellermann, 2018, ISBN 978-3-7707-0026-4
- Bücherzauber. Ellermann, 2024, ISBN 978-3-7514-0123-4
- Der große Jahreszeitenschatz. Ellermann, 2017, ISBN 978-3-7707-2501-4
- Du und ich. Vorlesen, Kuscheln, Träumen. Ravensburger, 2024, ISBN 978-3-473-46338-1
- Herr Doktor, mein Hund hat Migräne. Eden, 2016, ISBN 978-3-95910-004-5
- Komm mit ins Land der Fantasie. Die Zeit, Zeitverlag, Ellermann, 2018, ISBN 978-3-7707-0097-4
- Kuscheln, Schlafen, Träumen. Ellermann, 2018, ISBN 978-3-7707-0139-1
- Mein großer Bilderbuchschatz. Ellermann, 2018, ISBN 978-3-7707-0064-6
- Mein kunterbuntes Vorleseglück. Verlag Friedrich Oetinger, 2023. Sonderausgabe für Thalia Bücher. EAN 4060946853036[8]
- Mein großer Vorleseschatz. Verlag Friedrich Oetinger, 2022. Sonderausgabe für Thalia Bücher. EAN 4060946840906[9]
- Oh Schreck, du fröhliche. Eden, 2015, ISBN 978-3-95910-022-9
- Schlachtfeld Klassentreffen. Eden, 2015, ISBN 978-3-95910-021-2
- Sternenhimmel und Zauberträume. Ellermann, 2016, ISBN 978-3-7707-2503-8
- Unvergesslich. Eden, 2017, ISBN 978-3-95910-137-0
- Urlaubstrauma Deutschland. Eden, 2016, ISBN 978-3-95910-116-5
- Vorsicht Schwiegermutter. Eden, 2015, ISBN 978-3-944296-95-1
- Wahnsinn Wartezimmer. Eden, 2016, ISBN 978-3-95910-106-6
- Weihnachten so wunderschön. Ueberreuter, 2013, ISBN 978-3-7641-5013-6
- Weil ich dich so mag. Ellermann, 2019, ISBN 978-3-7707-0166-7
- Willkommen in der Bürohölle. Eden, 2016, ISBN 978-3-95910-045-8
- Wunderbare Kuschelzeit. Magellan, 2021, ISBN 978-3-7348-2852-2

### Ratgeber/Mitmachbücher
- Was fühlst du? Was fühle ich? MVG, 2021, ISBN 978-3-7474-0215-3
- Fantasiereisen. Frühlingszauber zum Einschlafen. Ellermann, 2022, ISBN 978-3-7514-0050-3
- Fantasiereisen. Herbstzauber zum Einschlafen. Ellermann, 2022, ISBN 978-3-7514-0068-8
- Indigo, Ich schaff das! Herausgeber: Deutsches-Rotes-Kreuz, Landesverband Rheinland-Pfalz e.V. 2022[10]

### Hörspiele/Podcast/Tonies
- Buchstaben-Bande Podcast ‘Die Waldmeisterinnen – Einmal Glück für alle‘[11]. Luebbe-Audio. 2020
- Buchstaben-Bande Podcast ‘Die Waldmeisterinnen – Eine Geburtstagsüberraschung‘[12]. Luebbe-Audio. 2019
- Ein Fest für die Waldfreunde. Adventskalenderhörbuch mit Hörfigur. Tonies, 2024, EAN 4251192132208
- Fantasiereisen zum Einschlafen. Kids in Balance. Igel Records/Active Musik, 2020, ISBN 978-3-7313-1281-9
- Der größte Schatz der Welt. Sami Dein Lesebär. Ravensburger, 2022, ISBN 978-3-473-46180-6
- Ein Weihnachtsfest für uns alle. Sami Dein Lesebär. Ravensburger, 2022, ISBN 978-3-473-46209-4
- Die Schlummerbande: Schlaf schön, kleiner Schlummerbär. Hörbuch mit Hörfigur. Tonies[13], 2022.
- Fantasiereisen mit Faultier Mo: 8 besondere Orte zum Entspannen. Hörbuch mit Hörfigur. Tonies[14], 2023
- Wünsch dir was, kleines Rentier. Adventskalenderhörbuch mit Hörfigur. Tonies, 2023. GTIN und EAN 4251192135506
- Schlummeroktopus – Eine Gutenachtgeschichte aus dem Ozean. Hörbuch mit Hörfigur. Tonies, 2025[15]

### Edition Schütze
- Zeitschwestern. Edition Schütze[16], 2021, ISBN 978-3-347-52153-7
- Gilla Gauklerkind. Edition Schütze, 2022, ISBN 978-3-7562-0968-2
- Mama hat ihre Tage. Edition Schütze, 2022, ISBN 978-3-347-64461-8
- Meine fabelhafte ABC-Reise. Edition Schütze, 2022, ISBN 978-3-347-75356-3
- Mein Momentum. Edition Schütze, 2023, ISBN 978-3-347-95848-7
- Du bist in Balance. Edition Schütze, 2023, ISBN 978-3-384-03460-1
- Ich zeig dir die Formen – und noch viel mehr. Edition Schütze, 2023, ISBN 978-3-384-05291-9
- Das kleine Burggespenst. Edition Schütze, 2025, ISBN 979-8-291-92856-1